# Snowboarding na Zimowej Uniwersjadzie 2023 – Snowcross mężczyzn
Konkurencja snowboard crossu mężczyzn została rozegrana na Zimowej Uniwersjadzie 2023 13 stycznia, w miejscowości Gore Mountain. Startowało 19 zawodników, którzy kolejno rozegrali ćwierćfinały, półfinały oraz finały B i A.

## Wyniki

### Kwalifikacje
| Pozycja | Numer startowy | Imię i nazwisko      | Kraj              | Czas    | Notatki |
| ------- | -------------- | -------------------- | ----------------- | ------- | ------- |
| 1       | 9              | Quentin Sodogas      | Francja           | 54.83   | Q       |
| 2       | 22             | Titouan Cottret      | Francja           | 55.10   | Q       |
| 3       | 10             | Guillaume Herpin     | Francja           | 55.27   | Q       |
| 4       | 11             | Leon Beckhaus        | Niemcy            | 55.43   | Q       |
| 5       | 12             | Benjamin Gattaz      | Francja           | 55.47   | Q       |
| 6       | 17             | Jakub Žerava         | Czechy            | 55.71   | Q       |
| 7       | 14             | Woo Jin              | Korea Południowa  | 55.93   | Q       |
| 8       | 15             | Bruno Tatarko        | Czechy            | 56.40   | Q       |
| 9       | 13             | Nicola Lubasch       | Szwajcaria        | 56.49   | Q       |
| 10      | 20             | Iwan Malowannij      | Ukraina           | 56.91   | Q       |
| 11      | 21             | Matouš Šmerák        | Czechy            | 57.69   | Q       |
| 12      | 16             | Seigo Sato           | Japonia           | 57.87   | Q       |
| 13      | 18             | Yuto Tsukahara       | Japonia           | 58.50   | Q       |
| 14      | 25             | Moritz Metzger       | Niemcy            | 58.51   | Q       |
| 15      | 23             | Hlib Mostowenko      | Ukraina           | 1:00.14 |         |
| 16      | 27             | Hunter Bernard       | Stany Zjednoczone | 1:01.21 |         |
| 17      | 19             | Joaquín Rodríguez    | Argentyna         | 1:03.66 |         |
| 18      | 24             | Alexandre Cadieux    | Kanada            | 1:06.10 |         |
| DNS     | 26             | Ganbaataryn Ganzorig | Mongolia          |         |         |

Baraż o awans do 1/4 finału
| Pozycja | Numer startowy | Imię i nazwisko   | Kraj              | Notatki |
| ------- | -------------- | ----------------- | ----------------- | ------- |
| 1       | 19             | Joaquín Rodríguez | Argentyna         | Q       |
| 2       | 24             | Alexandre Cadieux | Kanada            | Q       |
| 3       | 23             | Hlib Mostowenko   | Ukraina           |         |
| 4       | 27             | Hunter Bernard    | Stany Zjednoczone |         |

### Round Robin
| Pozycja | Imię i nazwisko   | Kraj             | Punkty w wyścigu | Punkty w wyścigu | Punkty w wyścigu | Punkty w wyścigu | Punkty w wyścigu | Punkty w wyścigu | Punkty w wyścigu | Punkty w wyścigu | Punkty w wyścigu | Punkty w wyścigu | Punkty w wyścigu | Punkty w wyścigu | Punkty w wyścigu | Punkty w wyścigu | Punkty w wyścigu | Punkty w wyścigu | Punkty w wyścigu | Punkty w wyścigu | Punkty w wyścigu | Punkty w wyścigu | Punkty generalne | Awans |
| Pozycja | Imię i nazwisko   | Kraj             | 1                | 2                | 3                | 4                | 5                | 6                | 7                | 8                | 9                | 10               | 11               | 12               | 13               | 14               | 15               | 16               | 17               | 18               | 19               | 20               | Punkty generalne | Awans |
| ------- | ----------------- | ---------------- | ---------------- | ---------------- | ---------------- | ---------------- | ---------------- | ---------------- | ---------------- | ---------------- | ---------------- | ---------------- | ---------------- | ---------------- | ---------------- | ---------------- | ---------------- | ---------------- | ---------------- | ---------------- | ---------------- | ---------------- | ---------------- | ----- |
| 1       | Benjamin Gattaz   | Francja          |                  | 4                |                  |                  | 4                |                  |                  |                  |                  | 4                |                  |                  |                  |                  | 4                |                  |                  |                  |                  | 4                | 20               | Q     |
| 2       | Guillaume Herpin  | Francja          | 4                |                  |                  |                  |                  |                  | 4                |                  |                  |                  | 3                |                  |                  |                  | 3                |                  |                  |                  | 4                |                  | 18               | Q     |
| 3       | Quentin Sodogas   | Francja          | 2                |                  |                  |                  | 2                |                  |                  |                  | 4                |                  |                  |                  | 4                |                  |                  |                  | 4                |                  |                  |                  | 16               | Q     |
| 4       | Leon Beckhaus     | Niemcy           | 1                |                  |                  |                  |                  |                  |                  | 4                |                  |                  |                  | 4                |                  |                  |                  | 4                |                  |                  |                  | 3                | 16               | Q     |
| 5       | Nicola Lubasch    | Szwajcaria       |                  |                  | 4                |                  | 3                |                  |                  |                  |                  |                  | 4                |                  |                  |                  |                  | 2                |                  | 2                |                  |                  | 15               | Q     |
| 6       | Titouan Cottret   | Francja          | 3                |                  |                  |                  |                  | 3                |                  |                  |                  | 3                |                  |                  |                  | 2                |                  |                  |                  | 3                |                  |                  | 14               | Q     |
| 7       | Jakub Žerava      | Czechy           |                  | 3                |                  |                  |                  | 2                |                  |                  | 3                |                  |                  |                  |                  |                  |                  | 3                |                  |                  | 2                |                  | 13               | Q     |
| 8       | Bruno Tatarko     | Czechy           |                  | 2                |                  |                  |                  |                  |                  | 3                |                  |                  | 1                |                  |                  | 4                |                  |                  | 3                |                  |                  |                  | 13               | Q     |
| 9       | Seigo Sato        | Japonia          |                  |                  | 3                |                  |                  |                  |                  | 2                |                  | 2                |                  |                  | 3                |                  |                  |                  |                  |                  | 3                |                  | 13               |       |
| 10      | Woo Jin           | Korea Południowa |                  | 1                |                  |                  |                  |                  | 3                |                  |                  |                  |                  | 3                | 1                |                  |                  |                  |                  | 4                |                  |                  | 12               |       |
| 11      | Iwan Malowannij   | Ukraina          |                  |                  | 2                |                  |                  | 4                |                  |                  |                  |                  |                  | 1                |                  |                  | 1                |                  | 2                |                  |                  |                  | 10               |       |
| 12      | Matouš Šmerák     | Czechy           |                  |                  | 1                |                  |                  |                  | 2                |                  | 2                |                  |                  |                  |                  | 3                |                  |                  |                  |                  |                  | 2                | 10               |       |
| 13      | Moritz Metzger    | Niemcy           |                  |                  |                  | 4                |                  | 1                |                  |                  |                  |                  | 2                |                  | 2                |                  |                  |                  |                  |                  |                  | 1                | 10               |       |
| 14      | Yuto Tsukahara    | Japonia          |                  |                  |                  | 3                | 1                |                  |                  |                  |                  |                  |                  | 2                |                  | 1                |                  |                  |                  |                  | 1                |                  | 8                |       |
| 15      | Joaquín Rodríguez | Argentyna        |                  |                  |                  | 2                |                  |                  | 1                |                  |                  | 1                |                  |                  |                  |                  |                  | 1                | 1                |                  |                  |                  | 6                |       |
| 16      | Alexandre Cadieux | Kanada           |                  |                  |                  | 1                |                  |                  |                  | 1                | 1                |                  |                  |                  |                  |                  | 2                |                  |                  | 1                |                  |                  | 6                |       |

### Faza medalowa

#### Półfinały
| Pozycja | Numer startowy | Imię i nazwisko | Kraj       | Awans |
| ------- | -------------- | --------------- | ---------- | ----- |
| 1       | 1              | Benjamin Gattaz | Francja    | Q     |
| 2       | 4              | Leon Beckhaus   | Niemcy     | Q     |
| 3       | 8              | Bruno Tatarko   | Czechy     |       |
| 4       | 5              | Nicola Lubasch  | Szwajcaria |       |

| Pozycja | Numer startowy | Imię i nazwisko  | Kraj    | Awans |
| ------- | -------------- | ---------------- | ------- | ----- |
| 1       | 3              | Quentin Sodogas  | Francja | Q     |
| 2       | 7              | Jakub Žerava     | Czechy  | Q     |
| 3       | 6              | Titouan Cottret  | Francja |       |
| 4       | 2              | Guillaume Herpin | Francja |       |

#### Finały
Mały finał
| Pozycja | Numer startowy | Imię i nazwisko  | Kraj       |
| ------- | -------------- | ---------------- | ---------- |
| 5       | 2              | Guillaume Herpin | Francja    |
| 6       | 6              | Titouan Cottret  | Francja    |
| 7       | 5              | Nicola Lubasch   | Szwajcaria |
| DNF     | 8              | Bruno Tatarko    | Czechy     |

Duży finał
| Pozycja | Numer startowy | Imię i nazwisko | Kraj    |
| ------- | -------------- | --------------- | ------- |
| złoto   | 1              | Benjamin Gattaz | Francja |
| srebro  | 7              | Jakub Žerava    | Czechy  |
| brąz    | 4              | Leon Beckhaus   | Niemcy  |
| 4       | 3              | Quentin Sodogas | Francja |